# Museum-Bibliotheek Michel de Ghelderode
Museum-Bibliotheek Michel de Ghelderode (Frans: Musée-bibliothèque Michel de Ghelderode) is een museum en bibliotheek in Elsene in het Brussels Hoofdstedelijk Gewest. Het maakt deel uit van de Université libre de Bruxelles.
In de bibliotheek zijn meer dan tweeduizend boeken en tijdschriften in te zien die de toneelschrijver Michel de Ghelderode (1898-1962, geboren te Elsene) naliet. Dit is slechts een deel van de collectie die uit meer meerdere tienduizenden werken bestaat, waaronder ook oude en hedendaagse boekbanden, tekeningen, etsen, schilderijen, geldstukken en andere voorwerpen.
Thematisch bestrijkt de collectie Belgische, volks- en avant-gardistische literatuur en journalistiek uit de 19e en 20e eeuw.